# 松本拓馬
松本 拓馬（まつもと たくま、1988年11月21日 - ）は、日本の美容師。AKROS GRAND X 代表。

## 略歴
神奈川県横浜市出身。神奈川県立岸根高等学校、早稲田美容専門学校卒業。
2009年4月にAKROSに入社。表参道本店の副店長、原宿店の店長を経て、AKROS GRAND X の代表に就任。
2017年9月にAKROS監修理・美容師、監修理・美容学習塾を開設し、代表に就任。

## 審査員
2018年3月10日 GATSBY CREATIVE AWARDS 12th 審査員